# Harrison Stream
Koordinaten: 77° 17′ S, 166° 24′ O
Der Harrison Stream ist ein kleiner Schmelzwasserfluss im Nordwesten der antarktischen Ross-Insel. Er fließt zwischen dem Trachyte Hill und dem Cinder Hill in westlicher Richtung zum Nordende des Romanes Beach.
Kartiert wurde er von Wissenschaftlern einer von 1958 bis 1959 durchgeführten Kampagne der New Zealand Geological Survey Antarctic Expedition. Das New Zealand Antarctic Place-Names Committee benannte ihn 1961 nach dem neuseeländischen Bergsteiger John Harrison (1932–1966), einem Teilnehmer der Expedition.